# Yo no fui
Yo no fui es el nombre del álbum musical del cantante mexicano Pedro Fernández. Fue lanzado al mercado el 12 de septiembre del 2000. El álbum fue premiado con el Latin Grammy Award al mejor álbum de música ranchera en 2001.

## Lista de canciones
| Pedro Fernández |                           |                                       |          |  |
| N.º             | Título                    | Escritor(es)                          | Duración |  |
| 1.              | «El Muro»                 | Nicolás Urquiza, Miguel Ángel Arévalo | 3:12     |  |
| 2.              | «Caprichosa»              | Paco Michel                           | 3:19     |  |
| 3.              | «Yo No Fui»               | Consuelo Velázquez                    | 4:53     |  |
| 4.              | «Para Bien O Para Mal»    | J.M. Napoleón                         | 3:49     |  |
| 5.              | «Bésame Morenita»         | Álvaro Dalmar                         | 2:48     |  |
| 6.              | «Una Rosa Para Ti»        | R. Leoncito Ramírez                   | 3:04     |  |
| 7.              | «Laberinto de Pasión»     | Jorge Avendaño                        | 4:34     |  |
| 8.              | «Sin tu amor»             | D. Harris, D. Terry Jr.               | 3:40     |  |
| 9.              | «Hoy»                     | Pedro Fernández                       | 4:27     |  |
| 10.             | «Delincuente Juvenil»     | R. Leoncito Ramírez                   | 3:30     |  |
| 11.             | «Como Te Extraño»         | Antonio Cruz                          | 3:10     |  |
| 12.             | «Amor del Alma (Delilah)» | L. Reed, Mason                        | 3:49     |  |
| 44:15           |                           |                                       |          |  |

## Premios
| Año  | Premiación          | Categoría                      | Resultado |
| ---- | ------------------- | ------------------------------ | --------- |
| 2001 | Latin Grammy Awards | Mejor Álbum de Música Ranchera | Ganador   |